# Ragoli
Ragoli (deutsch veraltet: Ragel, im lokalen Dialekt: Ràgoi) ist eine Fraktion der italienischen Gemeinde Tre Ville in der Provinz Trient, Region Trentino-Südtirol. 

## Geographie
Ragoli liegt etwa 26,5 Kilometer westlich von Trient an der Sarca auf einer Höhe von 575 m s.l.m. auf der orographisch linken Talseite in den Inneren Judikarien.

## Geschichte
Ragoli war bis 2015 eine selbständige Gemeinde und schloss sich am 1. Januar 2016 mit den Gemeinden Preore und Montagne zur neuen Gemeinde Tre Ville zusammen. Zu ihr gehörten die Fraktionen Baltram, Bolzana, Coltura, Favrio, Palù di Madonna di Campiglio, Pez und Vigo. Nachbargemeinden waren Comano Terme, Dimaro, Molveno, Montagne, Pinzolo, Preore, San Lorenzo in Banale, Stenico, Tione di Trento und Tuenno. Die Gemeinde gehörte zur Talgemeinschaft Comunità delle Giudicarie.

## Gemeindepartnerschaft
Ragoli unterhält seit 2005 eine Partnerschaft mit der ungarischen Gemeinde Taliándörögd im Komitat Tapolca.